# Ajahn Amaro
Ajahn Amaro (1956)es un monje budista Theravāda, y abad del monasterio budista Amaravati en el extremo oriental de las Chiltern Hills en el sureste de Inglaterra. El monasterio está destinado tanto a la gente común como a los monjes, inspirado en la tradición tailandesa del bosque y las enseñanzas de Ajahn Chah. Sus principales prioridades son la práctica y la enseñanza de la ética budista, junto con las técnicas tradicionales concentración y meditación de introspección, como una forma eficaz de disolver el sufrimiento.

## Biografía
Ajahn Amaro nació como J. C. J. Horneren Kent. Fue educado en Sutton Valence School y Bedford College, Universidad de Londres. Ajahn significa maestro (thai transliteración del pali ācariya). Es primo segundo de IB Horner (1896-1981), presidente de la Pali Text Society.
Habiendo completado su licenciatura en psicología y fisiología,en 1977 viajó a Malasia, Indonesia y Tailandia. Durante sus viajes por el noreste de Tailandia (Isan) el visita Wat Pah Nanachat. El impacto carismático de Ajahn Chah y el aliento del monje estadounidense Ajahn Pabhakaro fueron decisivos. Cambió su vida. Habiéndose convertido en un renunciante laico, cuatro meses más tarde se convirtió en monje novicio y en 1979 recibió upasampada o la ordenación completa de Ajahn Chah Permaneció en Tailandia durante dos años. Luego, Amaro regresó a Inglaterra para ayudar a Ajahn Sumedho a establecer el monasterio de Chithurst en West Sussex. Con la bendición de su abad, en 1983 se trasladó a Harnham Vihara en Northumberland. Hizo todo el viaje de 830 millas a pie, relatado en su volumen de 1984 Tudong: The Long Road North.

### Orígenes del monasterio Abhayagiri de California

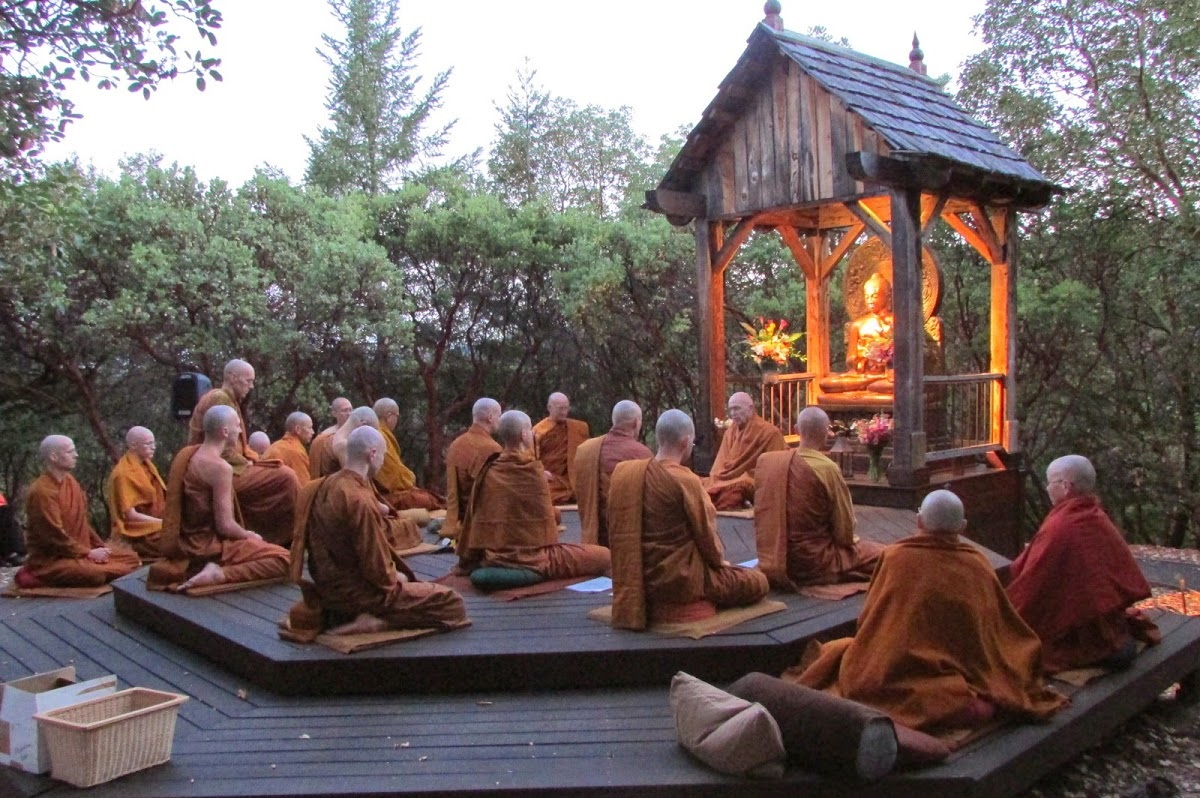
Monasterio Abhayagiri

A principios de la década de 1990, Amaro realizó varios viajes al norte de California con el objetivo de ensenar meditación. Muchas de las personas que asistieron a sus retiros se entusiasmaron con la posibilidad de establecer una comunidad monástica permanente en la zona.
Amaravati, su templo base en Inglaterra, recibió una importante donación de terreno en el Condado de Mendocino del maestro Chan (Zen Chino) Hsuan Hua, fundador de la Ciudad de los diez mil budas en Talmage . El terreno se asignó para establecer un retiro en el bosque. Dado que durante algunos años Ajahn Sumedho había venerado al maestro chino, ambos abades esperaban que, entre otras virtudes, el centro sirviera como vínculo simbólico entre las tradiciones budistas Theravāda y Mahayana, que son conocidas por sus diferencias e interpretación del budismo.
El Monasterio Abhayagiri quedó en el cuidado de un grupo de practicantes laicos, la Fundación Sanghapala.Ajahn Pasanno fue nombrado coabad fundador junto con Ajahn Amaro. Este último anunció el 8 de febrero de 2010 que dejaría Abhayagiri y regresaría a Inglaterra, tras haber aceptado una solicitud de Ajahn Sumedho para sucederlo como abad en Amaravati.

## Rangos honoríficos tailandeses
- 5 de diciembre de 2015 – Phra Videsabuddhiguṇa (พระวิเทศพุทธิคุณ)[10]
- 28 de julio de 2019 – Phra Raj Buddhivaraguṇa Vipulasasanakiccadara Mahaganissara Pavarasangharama Gamavasi (พระราชพุทธิวรคุณ วิบูลศาสนกิจ จาทร มหาคณิสสร บวรสังฆาราม คามวาสี)[11][12]

## Bibliografía

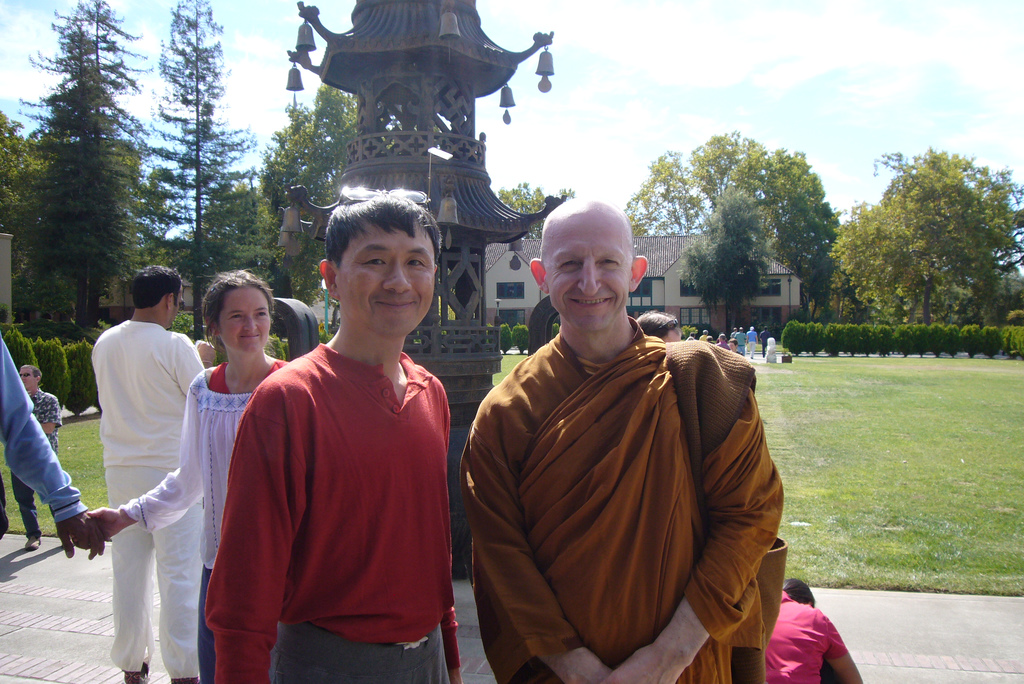
Ajahn Amaro en la Ciudad de los diez mil budas en septiembre de 2007

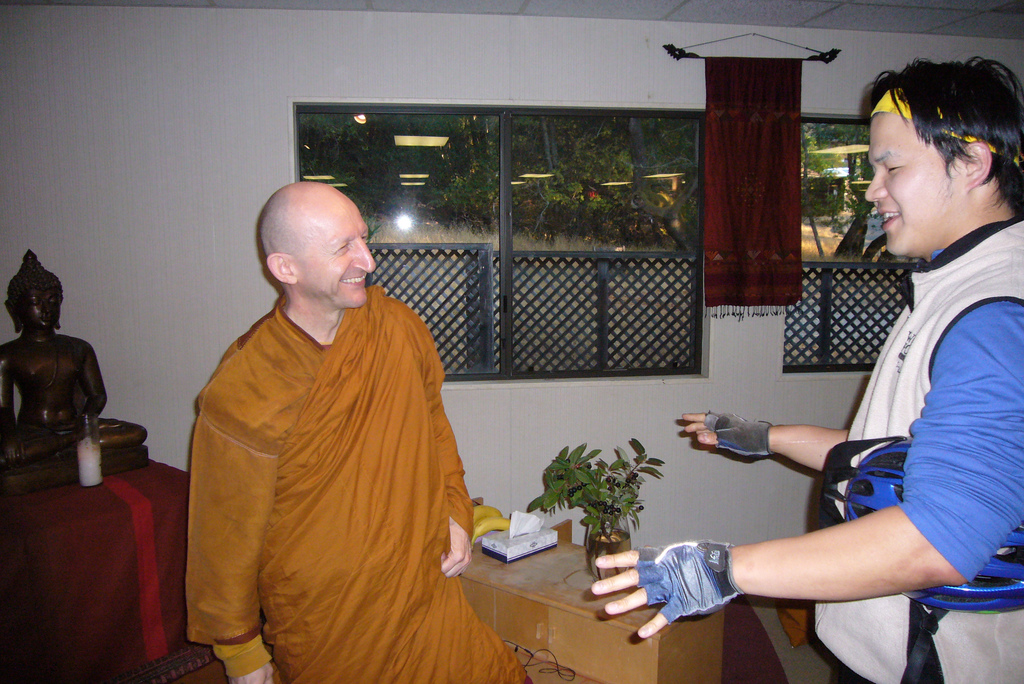
Ajahn Amaro en California con Franklyn, organizador de la peregrinación budista en bicicleta de 2007